# Hendrik Frans Verbruggen
Hendrik Frans Verbruggen (Anversa, 30 aprile 1654 – Anversa, 12 dicembre 1724) è stato uno scultore belga.

## Biografia

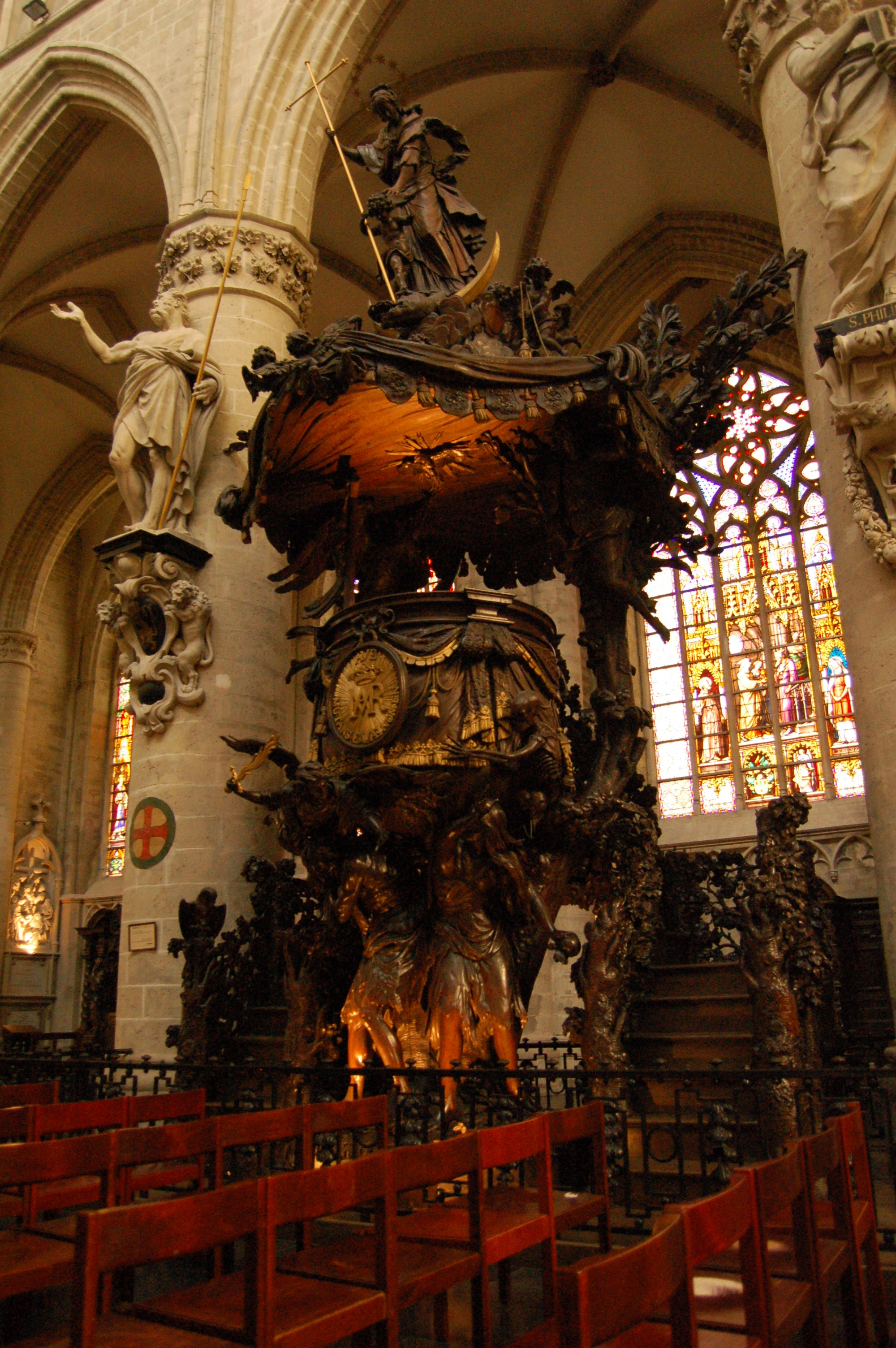
Il meraviglioso pulpito della Cattedrale di Bruxelles, del 1699

Figlio e fratello rispettivamente degli scultori Pieter Verbruggen il Vecchio e Pieter Verbruggen il Giovane nacque e crebbe ad Anversa dove realizzò numerosi pulpiti e confessionali dalla tipica ornamentazione barocca.
Tra le sue opere si ricordano i confessionali di Grimbergen e il pulpito della Collegiata dei Saints-Michel-et-Gudule a Bruxelles.